# Kądziołeczka
Kądziołeczka – staw w Warszawie, w dzielnicy Ursynów.

## Położenie
Staw leży po lewej stronie Wisły, w Warszawie, w dzielnicy Ursynów, w rejonie osiedla Jeziorki Północne, niedaleko ulic Oberka, Sztajerka i Hołubcowej. Na północ od stawu, w bezpośrednim sąsiedztwie znajduje się droga ekspresowa S2 i bocznica kolejowa prowadząca do Stacji Techniczno-Postojowej Kabaty. Razem ze stawem Krosno i Jeziorem Zabłockiego stanowi "pasmo jeziorek Pyrskich".
Zgodnie z ustaleniami w ramach Programu Ochrony Środowiska dla m. st. Warszawy na lata 2009-2012 z uwzględnieniem perspektywy do 2016 r. staw położony jest na wysoczyźnie. Powierzchnia stawu wynosi 1,43 ha, a jego pojemność retencyjna wynosi 7000 m³. Zbiornik wodny ma połączenie z Jeziorem Zabłockiego poprzez Kanał Krasnowolski. Leży na obszarze zlewni Kanału Grabowskiego. W jego okolicach znajduje się kilka mniejszych stawów.

## Przyroda
Zgodnie z badaniem z 2004 roku na terenie zbiornika wodnego i w jego okolicach stwierdzono występowanie takich gatunków ptaków jak: głowienka i kaczka krzyżówka. Na obszarze zaobserwowano także występowanie zausznika oraz rybitwy czarnej.
Staw sukcesywnie wysycha w wyniku obniżania się lustra wód gruntowych, jest też zasypywany. Stanowi jedną z nielicznych pozostałości po zespole jezior wytopiskowych na Ursynowie. Władze dzielnicy Ursynów przeprowadziły rekultywację jeziora w latach 2004–2006. Zgodnie ze Studium uwarunkowań i kierunków zagospodarowania przestrzennego gminy Warszawa-Ursynów wśród zrealizowanych działań znajdują się odtworzenie stawu i pogłębienie średnio o 1 m, a także uporządkowanie drzewostanu.
Zgodnie z Uchwałą Rady m.st. Warszawy z dnia 23 września 2010 r. w sprawie uchwalenia miejscowego planu zagospodarowania przestrzennego Zachodniego Pasma Pyrskiego w rejonie ulicy Krasnowolskiej nakazuje się ochronę stawu poprzez m.in. zakaz zasypywania, odprowadzania ścieków do stawu i nakaz rekultywacji, a także włączenia w ciągi zieleni parkowej.